# Jim Marthinsen
Jim Marthinsen (* 15. dubna 1956 Oslo) je norský hokejový trenér, bývalý profesionální brankář a dlouholetý norský reprezentant.

## Hráčská kariéra

### Klubová kariéra
V norské lize chytal od roku 1975 za Vålerenga Ishockey z Osla, se kterým se stal několikrát mistrem Norska. Od roku 1988 byl hráčem klubu Trondheim Ishockeyklubb. V roce 1990 se vrátil do Vålerengy a vyhrál s ní tři mistrovské tituly v řadě (1991–1993). V roce 1994 přestoupil do klubu Storhamar Ishockey, v němž po sezoně 1996/97 ukončil dlouhou hráčskou kariéru ziskem dalšího mistrovského hattricku (1995–1997). Třikrát v řadě byl jmenován do All-Star Teamu norské ligy (1993/1994, 1994/1995 a 1995/1996).

### Reprezentační kariéra
Norsko reprezentoval ve 114 utkáních (1980–1995). Účastnil se Zimních olympijských her v letech 1980, 1984, 1992 a 1994. Na olympijských turnajích zasáhl do 17 utkání, což ho mezi brankáři řadí na 2. místo v historii za Vladislavem Treťjakem (19 za SSSR). Na 3. místě je Dominik Hašek (16 za ČSSR a ČR) a na 4. místě následuje Anton Jože Gale (15 za Jugoslávii).
Byl vyhlášen nejlepším brankářem B-skupiny Mistrovství světa (1987) a jmenován do All-Star Teamu B-skupiny Mistrovství světa (1989). Pětkrát se s Norskem účastnil Mistrovství světa v elitní skupině (1990, 1992, 1993, 1994 a 1995).
Jeho první utkání proti Československu na vrcholném turnaji se hrálo v úterý 7. února 1984 na Zimních olympijských hrách v Sarajevu. Československo ve svém úvodním utkání olympijského turnaje zvítězilo nad Norskem 10:4 (2:0, 5:2, 3:2). Góly Československa dali Vincent Lukáč (3), Jiří Hrdina (2), Dušan Pašek, Vladimír Caldr, Vladimír Růžička, Arnold Kadlec a Radoslav Svoboda po jednom, přičemž za Norsko skórovali Ørjan Løvdal, Petter Thoresen, Cato Andersen a Svein Lien.

## Trenérská a funkcionářská kariéra
V sezoně 2010/2011 byl hlavním trenérem norského klubu Hasle/Løren IL, tamtéž později působil v sezonách 2015/2016 a 2016/2017 v manažerských pozicích.

## Ocenění
- Zlatý puk – Gullpucken (norský hokejista roku) v letech 1989 a 1993[1]